# Limas Jaya
Limas Jaya is een bestuurslaag in het regentschap Bengkulu Utara van de provincie Bengkulu, Indonesië. Limas Jaya telt 823 inwoners (volkstelling 2010).